# (4555) Josefaperez
(4555) Josefaperez es un asteroide perteneciente al cinturón de asteroides, descubierto el 24 de agosto de 1987 por Stephen Singer-Brewster desde el Observatorio del Monte Palomar, Estados Unidos.

## Designación y nombre
Designado provisionalmente como 1987 QL. Fue nombrado Josefaperez en honor de la astrónoma argentina María Josefa Pérez, quien desarrolló su trabajo en el Instituto de Astronomía y Física del Espacio, en Buenos Aires, y en el Observatorio Astronómico de La Plata.

## Características orbitales
Josefaperez está situado a una distancia media del Sol de 2,257 ua, pudiendo alejarse hasta 2,707 ua y acercarse hasta 1,807 ua. Su excentricidad es 0,199 y la inclinación orbital 7,393 grados. Emplea 1238 días en completar una órbita alrededor del Sol.

## Características físicas
La magnitud absoluta de Josefaperez es 14. Tiene 3,126 km de diámetro y su albedo se estima en 0,364.